# Tiracola circularis
Tiracola circularis är en fjärilsart som beskrevs av Holloway 1979. Tiracola circularis ingår i släktet Tiracola och familjen nattflyn. Inga underarter finns listade i Catalogue of Life.